# Hiroaki Matsuyama
Pour les articles homonymes, voir Matsuyama.
Hiroaki Matsuyama (松山 博明, Matsuyama Hiroaki) est un footballeur japonais né le 31 août 1967 dans la préfecture de Kyoto au Japon.